# Arjan Dodaj

Wappen von Arjan Dodaj

Arjan Dodaj (* 21. Januar 1977 in Laç, Kurbin, Albanien) ist ein albanischer römisch-katholischer Geistlicher und Erzbischof von Tirana-Durrës.

## Leben
Arjan Dodaj emigrierte 1993 nach Italien und ließ sich in Cuneo nieder. 1997 trat er der Priestergemeinschaft vom Heiligen Kreuz bei und studierte am Päpstlichen Athenaeum Regina Apostolorum in Rom. Am 6. Juni 2003 empfing er durch Papst Johannes Paul II. im Petersdom das Sakrament der Priesterweihe für das Bistum Rom.
Nach der Priesterweihe war er in der Pfarrseelsorge in Rom sowie als Seelsorger der albanischen Gemeinschaft in Rom tätig. Im Jahr 2017 wurde er als Fidei-donum-Priester nach Albanien entsandt und war im Erzbistum Tirana-Durrës als Generalvikar sowie in der Pfarr- und Hochschulseelsorge tätig. Außerdem war er Generalsekretär der Diözesansynode und beigeordneter Sekretär der albanischen Bischofskonferenz.
Papst Franziskus ernannte ihn am 9. April 2020 zum Titularbischof von Lestrona und zum Weihbischof in Tirana-Durrës. Der Erzbischof von Tirana-Durrës, George Anthony Frendo OP, spendete ihm am 15. September desselben Jahres die Bischofsweihe. Mitkonsekratoren waren der Apostolische Nuntius in Albanien, Erzbischof Charles John Brown, und Gianpiero Palmieri, Weihbischof in Rom.
Am 30. November 2021 ernannte ihn Papst Franziskus zum Erzbischof von Tirana-Durrës. Die Amtseinführung Dodajs fand am 22. Januar 2022 statt.